# مانفريد ك. إل. مان
مانفريد ك. إل. مان (بالصينية: 文家良) هو مدرب خيول صيني، ولد في 18 يوليو 1957.